# 워싱턴 D.C. 영화 비평가 협회
워싱턴 D.C. 영화 비평가 협회(-映畫批評家協會, 영어: Washington D.C. Area Film Critics Association)는 미국 워싱턴 D.C.의 영화 평론가 조직이다.